# 科隆西托
科隆西托（西班牙語：Coloncito），是委內瑞拉的城鎮，位於該國西南部塔奇拉州，是帕納梅里卡諾市的首府，始建於1916年，主要經濟活動是農業，該城鎮人口27,513。